# Milady de Winter
Milady de Winter is een fictief persoon uit de roman De drie musketiers van Alexandre Dumas. Ze hoort tot de slechteriken van het verhaal, naast kardinaal Richelieu en Rochefort. In tegenstelling tot veel personages in het verhaal is zij niet gebaseerd op een persoon die echt bestaan heeft.
Milady de Winter wordt voorgesteld als een echte femme fatale, ze heeft een bewogen leven en is vaak slecht behandeld en daardoor zeer verbitterd geraakt en belust op wraak. Dankzij haar schoonheid lukt het haar om veel mannen te verleiden en vervolgens voor haar karretje te spannen. Uiteindelijk lijkt ze rust te vinden bij Athos, een van de drie musketiers, maar als deze erachter komt dat ze talloze misdaden op haar naam heeft staan en zelfs het brandmerk van de fleur-de-lys draagt (dat werd aangebracht bij dieven en prostituees), hangt hij haar op. Hierop loopt hij weg waardoor hij niet ziet dat het touw breekt en ze de gebeurtenis overleeft.
Later biedt ze haar diensten aan bij kardinaal Richelieu, die haar inzet als spion om aan informatie te komen die de koning, Lodewijk XIII, in diskrediet moet brengen. Ook moet ze de hertog van Buckingham vermoorden, wat ze doet door haar cipier John Felton te verleiden terwijl ze in Engeland in de gevangenis zit. Terug in Frankrijk vermoordt ze de geliefde van d'Artagnan, Constance, nadat die door Rochefort ontvoerd is. Als de musketiers haar uiteindelijk te pakken krijgen, wordt ze ter dood veroordeeld en onthoofd door de beul van Rijsel. In veel filmversies ontloopt ze haar straf door zelfmoord te plegen.
In het vervolgverhaal Vingt ans après (Twintig jaar later) komt haar zoon Mordaunt ten tonele als de grote schurk van het verhaal die de dood van zijn moeder komt wreken.

## Film en toneel
Actrices die de rol van Milady de Winter gespeeld hebben zijn onder andere:
- Barbara La Marr, in The Three Musketeers (1921)
- Dorothy Revier, in The Iron Mask (1929)
- Margot Grahame, in The Three Musketeers (1935)
- Lana Turner, in The Three Musketeers (1948)
- Faye Dunaway, in The Three Musketeers en The Four Musketeers (1974)
- Margarita Terekhova, in D'Artanyan i tri mushketyora (1978 - Russisch)
- Rebecca De Mornay, in The Three Musketeers (1993)
- Pia Douwes in De 3 Musketiers de musical (2003)
- Pia Douwes in 3 Musketiere das Musical (2005)
- Maria Stokholm in De tre musketerer (2005)
- Emmanuelle Béart in D'Artagnan et les Trois Mousquetaires - (miniserie uit 2005)
- Milla Jovovich in The Three Musketeers (2011)
- Maimie McCoy in The Musketeers - BBC-serie (2014)

Opvallend is dat haar rol geheel weggelaten is uit de film The Musketeer uit 2001, waarin een personage dat sterk gebaseerd is op Rochefort alle misdaden voor zijn rekening neemt. Ook bestaat er een tekenfilm die op het verhaal is gebaseerd, Dogtanian and the Three Muskehounds, waarin bijna alle rollen door honden gespeeld worden, maar waarin Milady een kat is. De rol is op zeer diverse manieren neergezet; in een Franse miniserie uit 2005 wordt ze als heks voorgesteld, in het bezit van duivelse krachten. In de Nederlandse musical uit 2003 wekt ze juist eerder medelijden op.